# X–1
A Bell Aircraft Corporation X–1 (eredeti nevén XS–1) rakétahajtóműves, transzszonikus kísérleti repülőgép, melyet az Egyesült Államokban építettek a második világháború után a NACA (a későbbi NASA) és az USAF megbízásából. Az amerikai kísérleti repülőgépek, az X-sorozat kísérleti repülőgépei hosszú sorozatának első típusa, napjainkban is így nevezik el a repülési alapkutatásokra épített amerikai repülőgépeket. 1947. október 14-én, ötvenedik repülésén, Charles 'Chuck' Yeager legendás berepülőpilóta irányításával először lépte át a hangsebességet. A repülőgépet B–29-es nehézbombázóról oldották le, ezután rakétahajtóműve segítségével gyorsították nagy sebességre, majd siklórepüléssel ért földet. 
Legnagyobb sebességét Chuck érte el egy Bell X-1A típussal 1953. december 12-én: 2655 km/h (2,4 Mach). Csúcsmagasság: 27 400 méter. Továbbfejlesztésével építették meg a nyilazott szárnyú X–2 Starbustert.

## Repülések
A repülőgép gyakorlatilag szárnyakkal ellátott rakétamotor volt. A teljes üzemanyag mennyiség 2,5 perc alatt elégett, így a repülőgép önerőből képtelen volt felszállni. Egy B–29 Superfortress bombázó vitte fel 7620 m magasságba, majd elengedte. 
A rakétahajtómű üzemanyaga alkohol és folyékony oxigén volt. A szárnyak a megszokottnál vékonyabbak, de erősek voltak. A stabilizátort (ami a stabilitást növelte) a pilóta szabályozni tudta le és fel irányba, ezt a későbbi, más szuperszonikus repülőgépek is alkalmazták.
Az első kísérleti repülés során, 1946 elején, Florida fölött még nem használták a hajtóművet. A további repülések már hajtómű használatával történtek a kaliforniai Mojave-sivatagban lévő Muroc katonai repülőtér fölött. (A repülőteret később átnevezték Edwards Air Force Base-re).
A rakétahajtóművet első ízben Chalmers Goodlin berepülőpilóta tesztelte, aki több sikeres repülést végrehajtott ezzel a típussal. Miután a hajtóanyag kiégett, a repülőgép siklórepüléssel szállt le (ezt a módszert alkalmazták később a Space Shuttle gépek is).
1947. október 14-én Charles “Chuck” Yeager őrnagy, berepülőpilóta beszállt a narancs színűre festett gépbe, ami a felesége neve után a Glamorous Glennis nevet kapta. A beszálláskor segíteni kellett neki, mert egy lovaglás során két bordája eltört. A gépet felerősítették egy B–29 Superfortress hasához. A B–29 7620 m magasságban (25 000 láb) kioldotta a rögzítést, az X-1 levált, süllyedni kezdett, majd a Yeager bekapcsolta a hajtóművet és a gép elszáguldott. Ezen az alkalmon megdöntötte az addigi sebességrekordot 1093 km/h sebességgel vízszintes repülés során.
Néhány nappal később magassági rekordot állított fel 21 372 m-rel.
A típus összesen 78 repülésen vett részt. 1948 márciusában az elért csúcssebesség 1540 km/h volt.
Az X-1 utódjának és új típusnak tekinthető a Bell X-1A, amivel 1953. december 12-én a 2655 km/h sebességet elérték. Két továbbfejlesztett modell is létezett, amikkel a nagysebességű repülés során keletkező hőhatást (X-1B típus), és a szárny kialakítását tanulmányozták (X-1E típus).
Egyetlen komoly baleset történt a tesztprogram alatt, amikor 1951-ben az X-1D kigyulladt még a hordozó repülőgépen való függesztés során és megsemmisült.